# Kasteel van Dampierre
Het Kasteel van Dampierre (Frans: Château de Dampierre) is een kasteel in de Franse gemeente Dampierre-en-Yvelines.

## Architectuur
Architect Jules Hardouin-Mansart opteerde voor symmetrische klassieke gevels in Franse stijl. Hij gebruikte bak- en zandsteen voor de gevels. De hoofdgevel langs de tuinzijde is bekroond met een fronton en een grote trap verbindt het terras met de parterres. Rondom loopt een vierkante slotgracht gevuld met water. De bijgebouwen zijn in spiegelbeeld geplaatst naast de centrale as en omsluiten een binnenplein.

## Geschiedenis
Sinds 1663 is het kasteel eigendom van de familie d'Albert, hertogen van Luynes. Het kwam in hun bezit door het huwelijk van Charles d'Albert, 1e hertog van Luynes, met de Marie de Rohan in 1617. Charles d'Albert (1620-1699), 2e hertog van Luynes, kreeg het in 1663 van zijn moeder. Hij liet het na aan zijn zoon Charles-Honoré de Luynes, hertog van Chevreuse, die het vanaf 1675 liet verbouwen en uitbreiden door Hardouin-Mansart. In de 17e en 18e eeuw verbleven er regelmatig vooraanstaande gasten, onder wie koningin Maria Leszczyńska.
In 2008 werd Philippe d'Albert (1977), 11e hertog van Luynes, eigenaar. Hij bezat ook het kasteel van Luynes. In 2013 verkocht hij de kasteelbibliotheek, die zo'n tienduizend delen omvatte, om grote restauratiewerken te financieren. Een eerste deel werd vanaf 29 april geveild door Sotheby's en het tweede deel volgde in het najaar. In 2016 ging het kasteel dicht voor het publiek en in 2018 werd het gekocht door Francky Mulliez. Het park is sinds 2019 weer toegankelijk en het is de bedoeling om ook het gebouw weer te openen.